# Willy Andreessen
Willy Andreessen (* 7. August 1895 in Stade; † nach 1935) war ein nationalsozialistischer Funktionär. Er war Gauamtsleiter der Nationalsozialistischen Betriebszellenorganisation (NSBO).
Von 1910 bis 1912 besuchte Andreessen die Unteroffizier-Vorschule in Wohlau und wechselte bis 1914 an die Unteroffizier-Schule Potsdam. Er nahm am Ersten Weltkrieg teil; nach der Rückkehr schloss er sich bis 1920 den Baltikumkämpfern an.
Anschließend besuchte er die Handelsschule und wurde Buchhalter in der Industrie. 1929 trat er der NSDAP bei und besuchte 1933 einen Lehrgang der Reichsführerschule der NSDAP. Er übernahm die Leitung der Gauführerschule der NSDAP und wurde am 15. Oktober 1934 Gauamtsleiter der NSBO und der DAF im Gau Ost-Hannover. Gleichzeitig war er Gauwart von Kraft durch Freude.